# Trubnaja
Trubnaja in russo Трубная? è una stazione della Metropolitana di Mosca, situata sulla Linea Ljublinsko-Dmitrovskaja. Inaugurata il 30 agosto 2007, fa parte della lungo attesa estensione della linea verso nord. Permette l'interscambio con la stazione Cvetnoj Bul'var, della Linea Serpuchovsko-Timirjazevskaja.
Il progetto della stazione iniziò nel 1984, e durante la costruzione di Cvetnoj Bulvar furono lasciate le infeastrutture necessarie per la costruzione della stazione Trubnaja; alla fine degli anni ottanta fu deciso di dare inizio ai lavori di costruzione verso la fine degli anni novanta. Tuttavia, la dissoluzione dell'Unione Sovietica nel 1991 fece posticipare l'inizio dei lavori, che rimasero congelati fino al 2005, quando giunse finalmente il finanziamento che permise la ripresa dei lavori e l'inaugurazione della stazione.
Architetturalmente, la stazione presenta un design con due banchine separate da un corridoio centrale; tutta la stazione giace su un blocco di cemento monolitico. Il tema, opera degli architetti V. Filippov, S. Petrosjan, A. Ruban, T. Silakadze, T. Petrova e S. Prytkova, è basato su Mosca e le antiche città della Russia. I portali, le cornici e le mura della stazione sono ricoperti in marmo beige, in contrasto con il marmo verde scuro utilizzato per le colonne e per i pannelli tra le porte e sulle mura. Il pavimento mostra un motivo geometrico sul granito verde scuro, nero e grigio chiaro. L'illuminazione è fornita da lampade a fluorescenza nascoste dietro le cornici delle porte che uniscono i quattro passaggi tra il corridoio e le banchine. Il soffitto del corridoio e delle banchine è ricoperto in resina bianca, per fungere anche da idroisolamento.
La decorazione della stazione è incentrata sulle 12 colonne ai muri; ognuna di esse sorregge una panchina in legno circondata da una cornice in ferro che sostiene quattro lampade sferiche, che danno l'impressione di un viale tradizionale di Mosca. Tuttavia, la caratteristica principale è un mosaico a vetrata illuminato con un'immagine di una città storica russa (come Rostov, Novgorod, Jaroslavl' e altre), tutte opera di Zurab Cereteli. L'autore è anche responsabile di due altri grandi mosaici che decorano il portale dei tunnel delle scale mobili in uscita dalla stazione.
L'interscambio con Cvetnoj Bul'var è un percorso che comprende una salita in una saletta di transito e poi un ulteriore percorso verso la stazione della linea Serpuchovsko-Timirjazevskaja. L'ingresso della stazione si trova sotto l'incrocio tra viale Cvetnoj, il viale Circolare e piazza Trubnaja, cui la stazione è intitolata.